# Choe Yun
Ch'oe Hyon-mu (nacida en 1953), más conocida por su seudónimo Choe Yun, es una escritora surcoreana.

## Biografía
Choe nació en Seúl en 1953. En 1978 se graduó de Literatura Francesa en la Universidad Sogang y fue a Francia, donde se doctoró en la Universidad de Provenza. Debutó en la literatura a los 40 años con "Cae un pétalo en silencio". De inmediato fue reconocida como una de las escritoras más importantes de Corea.

## Obra
Su escritura explora el impacto psicológico de sucesos políticos e históricos, como la masacre de Gwangju (1980) y la dictadura de Park Chung-hee (1961-1979), a través de sofisticadas técnicas de ficción.
Su obra es variada, pero generalmente se funda en contextos políticos particulares. "El muñeco de nieve gris" trata de una joven mujer en el movimiento prodemocrático de los ochenta, y "Él vigila a su padre" y "Una ventana sorda" muestran el dolor de las familias separadas por la guerra de Corea y la división del país. Pero Choe Yun mantiene su punto de vista en la vida interior de los personajes, incluso cuando están atrapados en una red histórica más grande. Su estilo narrativo sigue el mundo interior retorcido de sus personajes y no suele ser realista. A menudo usa la memoria como tema, pero rechaza caer en sentimentalismos baratos.
Muchas de sus obras, incluidas "Cae un pétalo en silencio" (1988), "El muñeco de nieve gris" (1991) y "Susurros, susurros" (1993) son descripciones semiautobiográficas de sucesos relacionados con el levantamiento de Gwangju. Su relato de 1994, "Lo último de Hanako", ganó el Premio Literario Yi Sang.
Su obra es elegante y sensible, y normalmente trata del daño psicológico creado por la Segunda Guerra Mundial, y particularmente por la guerra de Corea. También se destaca por ser una de las primeras novelistas que trató el impacto que los roles genéricos tuvieron en la literatura moderna coreana.

## Premios
- Premio Literario Dong-in (1992 por "El muñeco de nieve gris")
- Premio Literario Yi Sang (1994) por "Lo último de Hanako")

## Traducciones al español
- Él vigila a su padre, Madrid: Circe, 1996
- Maniquí, Madrid: Verbum, 2006.

## Obras en coreano
- No eres más tú (1991)
- Susurros, susurros (1991)
- Cae un pétalo en silencio (1992)
- Atlantis en invierno (1997)
- Maniquí (2003)